# Herz-Jesu-Kirche (Opole)

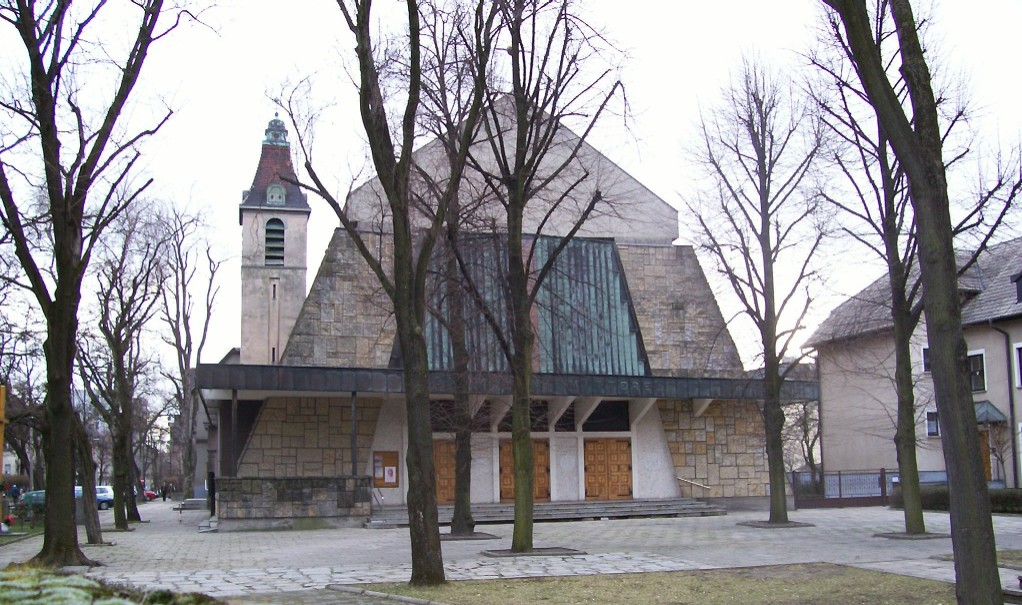
Nordfront der Kirche

Die Herz-Jesu-Kirche (polnisch Kościół Najświętszego Serca Pana Jezusa) ist eine römisch-katholische Kirche in der oberschlesischen Stadt Opole (Oppeln). Die Kirche ist die Hauptkirche der Pfarrei Herz Jesu (Parafia Najświętszego Serca Pana Jezusa) in Opole. Das Gotteshaus liegt östlich des historischen Stadtkerns  an der ul. Czaplaka.

## Geschichte

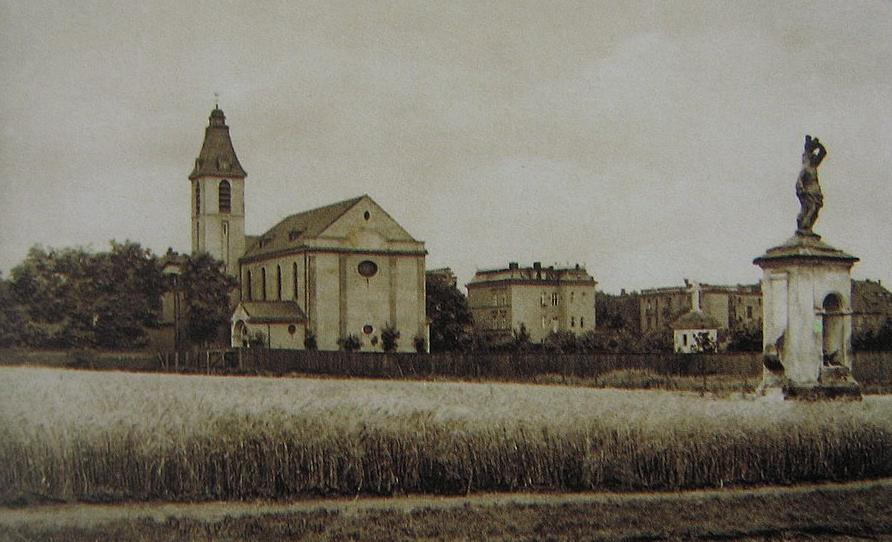
Aufnahme aus den 1940er Jahren

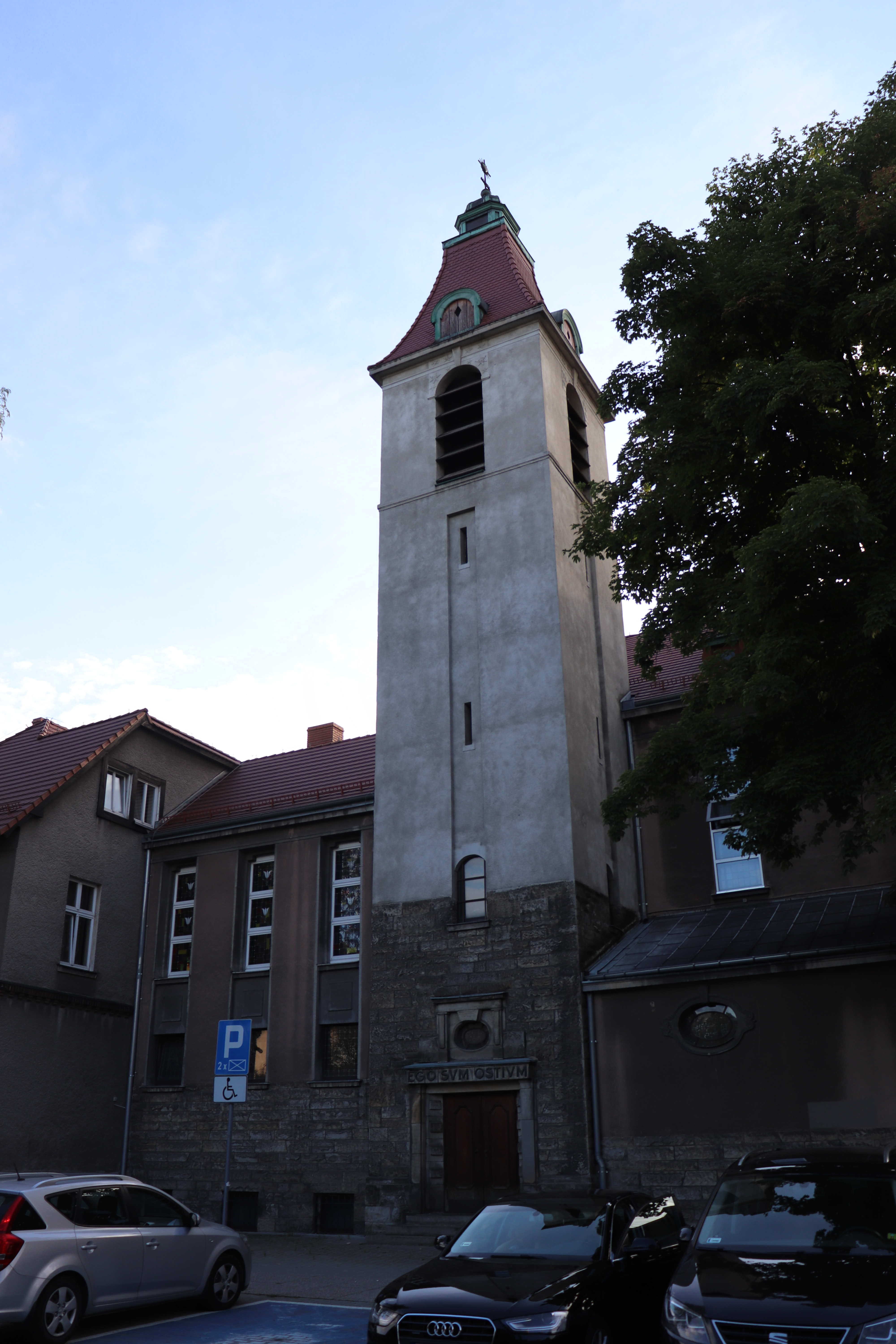
Glockenturm

Der Grundstein für den Kirchenbau wurde im April 1930 gelegt. Das Richtfest konnte bereits am 10. August 1930 gefeiert werden. Anfang Oktober 1930 wurden die Glocken im Kirchturm aufgehängt. Bereits am 19. Oktober 1930 wurde die Kirche in Anwesenheit des Breslauer Weihbischofs Valentin Wojciech geweiht. Die Gesamtbaukosten betrugen 60.000 Mark. Anfang der 1940er Jahre wurde die Kirche um eine Vorhalle erweitert. Während der Metallspende des deutschen Volkes wurden 1943 drei der vier Glocken eingeschmolzen.
Am 19. Dezember 1949 wurde die Pfarrei Herz Jesu gegründet. Mitte der 1970er Jahre wurden Pläne zur Vergrößerung der Kirche erarbeitet. Bis 1978 wurde die Kirche um drei Joche in Richtung Norden im modernen Stil erweitert. Am 18. März 1979 wurden drei neue Glocken geweiht.

## Architektur und Ausstattung
Die Kirche ist ein dreischiffiger Bau auf einem rechteckigen Grundriss in einer Nord-Süd-Ausrichtung. Der Chor orientiert sich in Richtung Süden. Der ursprünglich erste Bau, der Südteil, entstand aus Sandstein, während der Neubau aus den 1970er Jahren aus Backstein entstand. An der Ostseite besitzt der Kirchenbau einen auf einen quadratischen Grundriss stehenden Glockenturm. Ein eingeschossiger Vorbau an der Ostseite bildet den Haupteingang zur Kirche. Das Kirchenschiff besitzt ein Satteldach.
Die Inneneinrichtung entstand im neobarocken Stil.